# Atomosia pilipes
Atomosia pilipes är en tvåvingeart som beskrevs av Thomson 1869. Atomosia pilipes ingår i släktet Atomosia och familjen rovflugor. Inga underarter finns listade i Catalogue of Life.